# Plößberg
Plößberg is een plaats in de Duitse deelstaat Beieren, en maakt deel uit van het Landkreis Tirschenreuth.
Plößberg telt 3.205 inwoners.
Het uitzicht van het dorp wordt bepaald door de twee kerktorens, de katholieke kerk met Beierse spits en de Lutherse Sint-Joriskerk. De recreatiezone Grosser Weiher ("grote vijver") omvat een ligwei met snackbar en een camping. Wandelen wordt aangemoedigd met afgebakende paden.
De belangrijkste economische activiteiten zijn land- en bosbouw, toerisme en houtverwerking. Een klein stuwmeer, de Liebensteinspeicher, produceert elektriciteit. Historisch was ook de glas- en porseleinindustrie belangrijk; hiervan getuigt het plaatselijke glasmuseum. Een van de dorpscafés huisvest een ambachtelijke brouwerij.
Het grondgebied van Plößberg omvat de gehuchten Albernhof, Beidl, Beidlmühle, Betzenmühle, Bodenmühle, Dreihöf, Dürnkonreuth, Erkersreuth, Frankengut, Geißenreuth, Geisleithen, Honnersreuth, Kohlerhof, Konnersreuth, Krähenhaus, Kriegermühle, Leichau, Liebenstein, Neuteichhof, Ödschönlind, Plößberg-dorp, Prommenhof, Rothhof (een enkele keer gespeld als Rothof), Schafmühle, Schirnbrunn, Schleif, Schnackenhof, Schönkirch, Schönficht, Schönthan, Schönthan-Zankelhut, Stein, Streißenreuth, Waffenhammer, Wildenau en Wurmsgefäll.
Bad Neualbenreuth ·
Bärnau ·
Brand ·
Ebnath ·
Erbendorf ·
Falkenberg ·
Friedenfels ·
Fuchsmühl ·
Immenreuth ·
Kastl ·
Kemnath ·
Konnersreuth ·
Krummennaab ·
Kulmain ·
Leonberg ·
Mähring ·
Mitterteich ·
Neusorg ·
Pechbrunn ·
Plößberg ·
Pullenreuth ·
Reuth bei Erbendorf ·
Tirschenreuth ·
Waldershof ·
Waldsassen ·
Wiesau